# Héraclas d'Alexandrie
 (novembre 2020).
Si vous disposez d'ouvrages ou d'articles de référence ou si vous connaissez des sites web de qualité traitant du thème abordé ici, merci de compléter l'article en donnant les références utiles à sa vérifiabilité et en les liant à la section « Notes et références ».
Héraclas fut entre 232 et 248 le treizième évêque d'Alexandrie selon la liste traditionnelle, le premier qui aurait porté le titre de « pape » (papas). C'est un saint fêté le 4 décembre par l'Église copte, le 14 juillet dans le Martyrologe romain.

## Biographie
Selon le témoignage d'Origène (cité par Eusèbe de Césarée, Histoire ecclésiastique, VI, 19), Héraclas suivait les cours de son maître de philosophie (Ammonios Saccas) cinq ans avant lui ; « après avoir quitté l'habit commun, qu'il portait auparavant, il avait pris l'habit du philosophe et le garde encore aujourd'hui, ne cessant de s'occuper des livres des Grecs autant qu'il le peut ». Héraclas était donc sans doute au moins cinq ans plus âgé qu'Origène (né vers 185), mais lui et son frère Plutarque se firent ses disciples après qu'Origène eut été chargé de l'école de la catéchèse à l'âge de dix-huit ans, et ils furent convertis au christianisme par lui (HE, VI, 3). Plutarque mourut martyr peu après (HE, VI, 4). 
Héraclas devint l'assistant d'Origène pour la catéchèse, chargé des débutants (HE, VI, 15). Dans sa Chronographie (dont le récit va jusqu'à l'an 221), Julius Africanus disait avoir fait le voyage d'Alexandrie à cause de la grande renommée d'Héraclas (HE, VI, 31), sans doute en matière de philosophie. En 231, Origène ayant été ordonné prêtre en Palestine (malgré sa castration), l'évêque d'Alexandrie, Démétrius, l'excommunia et lui interdit de revenir (HE, VI, 8) ; Héraclas le remplaça alors officiellement à la tête de la catéchèse. 
Étant lui-même devenu prêtre, il succéda à Démétrius peu après. Photius, dans une de ses Interrogationes decem, raconte qu'Héraclas expulsa à nouveau Origène d'Alexandrie, mais le récit, maladroit, semble fait de mémoire, et il y a peut-être une confusion avec Démétrius.
D'après Eutychius d'Alexandrie, jusqu'à Démétrius, il n'y avait eu qu'un évêque en Égypte ; Démétrius lui-même créa trois sièges suffragants, et Héraclas vingt de plus. Il présida le premier synode d'évêques  égyptiens.